# Сокільники (Сіверськодонецький район)
Сокі́льники — село в Україні, у Гірській міській громаді Сіверськодонецького району Луганської області. Населення станом на 1 серпня 2014 року становило 377 осіб, на 2015 рік в селі фактично не залишилось людей.

## Географія
Село розташовується уздовж середньої течії річки Сіверський Донець, на правому березі. Сусідні села: Кримське на заході; Оріхове-Донецьке, Кряківка, Трьохізбенка на лівому березі Сіверського Дінця, на півночі; Знам'янка, Пришиб на сході (обидва села розташовані нижче за течією Сіверського Дінця на правому березі), Сміле на південному сході.

## Історія
За даними на 1859 рік у казеному селі Сокільники (Перечине, Готовицьке) Слов'яносербського повіту Катеринославської губернії мешкало 271 особа (146 чоловіків та 125 жінок), налічувалось 46 дворових господарства, існувала православна церква та завод.
Станом на 1886 рік у колишньому державному селі Сокільники (Перечине), центрі Сокільницької волості, мешкало 273 особи, налічувалось 65 дворів, існували православна церква та винокуренний завод.

### Війна на сході України
7 жовтня 2014 року село було виключено зі складу Слов'яносербського району і приєднано до Новоайдарського району Луганської області.
28 жовтня 2014 року в селі Сокільники російські козаки показово розстріляли жінку похилого віку та чоловіка за їхні проукраїнські настрої. 29 жовтня під Сокільниками загинув у бою з російськими бойовиками солдат 80-ї бригади Євген Геш. Військовики потрапили у засідку, БТР десантників терористи підбили; Геш кулеметним вогнем прикривав відхід групи, чим врятував життя побратимів. Група, котра змогла відійти, бачила, як БТР горів. 7 листопада під час проведення пошуково-ударних дій поблизу Сокільників підірвались на фугасі та зазнали поранень 7 десантників. 10 листопада під Сокільниками загинув від розриву мінометного стрільня солдат 24-ї бригади Сергій Левчук. 11 листопада у бою під час виконання спецзавдання з виявлення й знешкодження ДРГ в районі села Сокільники загинув солдат 80-ї бригади Віктор Чернюх. 27 січня 2015-го загинув біля села Сокільники від кулі снайпера під час штурму блокпоста солдат 24-ї бригади Олександр Плоцедим.
З 17 на 18 червня 2015 року під Сокільниками відбулося бойове зіткнення між українськими військами та ДРГ терористів, зазнавши втрат, останні відступили.

## Населення
За даними перепису 2001 року населення села становило 377 осіб, з них 19,63 % зазначили рідною українську мову, а 80,37 % — російську.